# 평창소방서
평창소방서(平昌消防署, Pyeongchang Fire Station)는 강원특별자치도 평창군을 관할하는 강원특별자치도 소방본부 산하의 소방서이다.
소방서장은 소방정으로 보한다.

## 연혁
- 2012. 03. 08. : 평창소방서 개서
- 2012. 07. 23. : 소방기구개편(2과 1대 8담당 → 3과 8담당)[3][4]
- 2010. 10. 29. : 대관령119안전센터 개소[5]
- 2008. 06. 30. : 봉평119안전센터 개소[6]
- 1998. 02. 20. : 진부119안전센터 개소[7]
- 1994. 06. 08. : 평창119안전센터 개소[8]

### 역대 서장
- 2023년 1월 2일 ~ : 소방정 김용한[9]

## 조직
| - 소방행정과 - 소방행정계 - 예산장비계 | - 방호구조과 - 방호조사계 - 예방계 - 구조구급계 | - 현장대응과 - 구조진압계 |

## 관할센터 및 관할구역
평창소방서는 5개의 119안전센터와 1개의 구조대를 산하에 두고 있다.
| 명칭                 | 사진 | 주소                    | 관할구역                   | 지역대        |
| -------------------- | ---- | ----------------------- | -------------------------- | ------------- |
| 평창119안전센터      |      | 평창읍 살구실길 100     | 평창읍, 미탄면             | 미탄119지역대 |
| 진부119안전센터      |      | 진부면 진부로 37        | 진부면                     |               |
| 봉평119안전센터      |      | 봉평면 기풍로 107-6     | 봉평면, 용평면             | 용평119지역대 |
| 대관령119안전센터    |      | 대관령면 올림픽로 62-20 | 대관령면                   |               |
| 대화119안전센터      |      | 대화면 평창대로 934     | 대화면, 방림면             | 방림119지역대 |
| 평창소방서 119구조대 |      | 진부면 진부로 37        | 강원특별자치도 평창군 일원 |               |

## 같이 보기
- 대한민국 소방청
- 대한민국의 소방
- 소방관 계급